# Хасаншино
Хасаншино — деревня в Мамадышском районе Татарстана. Входит в состав Верхнеошминского сельского поселения.

## География
Находится в северной части Татарстана на расстоянии приблизительно 20 км на северо-запад по прямой от районного центра города Мамадыш.

## История
Основана в 1923 году. 

## Население
Постоянных жителей было: в 1926—286, в 1938—337, в 1949—300, в 1958—233, в 1970—279, в 1979—267, в 1989—146, в 2002 году 99 (татары 99 %), в 2010 году 91.